# 경주 탈해왕릉
경주 탈해왕릉 (慶州 脫解王陵)은 대한민국 경상북도 경주시 동천동에 있는 신라 국왕 탈해왕(재위 57∼80)의 무덤이다. 1969년 8월 27일 대한민국의 사적 제174호 신라탈해왕릉으로 지정되었으나, 2011년 현재의 명칭으로 변경되었다.

## 개요
신라 탈해왕(재위 57∼80)의 무덤으로 소나무숲으로 둘러싸여 있다.
『삼국사기』에 의하면, 왜국 동북 1,000리 지점에 다파나국의 왕비가 알을 낳았는데 불길하다 하여 보물과 함께 궤짝에 넣어 바다에 띄워 보냈다. 처음에는 금관국(김해)에 닿았으나 사람들이 이상하게 여겨 아무도 거두지 않았고 다시 진한의 아진포에 닿았는데 노파가 거두어 키웠다. 궤짝이 떠오를 때 까치 한 마리가 따라다니며 울었다고 하여 까치 작(鵲)자에서 조(鳥)를 떼고 석(昔)으로 성을 삼고, 아이가 궤를 풀고 나왔다 해서 이름을 탈해(脫解)라 지었다. 탈해왕은 석(昔)씨의 시조로서 신라 최초 석씨 왕이 되었다.
높이 4.5m, 지름 14.3m의 둥글게 흙을 쌓아올린 원형 봉토무덤이다. 주변에 아무런 시설을 하지 않았으며, 겉으로 보아 내부는 굴식돌방무덤(횡혈식석실묘)으로 추측된다.

## 같이 보기
- 탈해 이사금

## 참고 자료
- 경주 탈해왕릉 - 국가유산청 국가유산포털